# Darina Valitova
Darina Valitova, född 9 februari 1997, är en rysk konstsimmare. Hon tog sina första VM-medaljer vid världsmästerskapen i simsport 2015 då hon vann ett guld och ett silver i mix par. Valitova var vid samma mästerskap reserv i det ryska lag som vann den fria kombinationen.